# Wargame Red Dragon
Wargame：Red Dragon は、Eugen Systemsによって開発され、 Focus Home Interactiveによって公開された、2014年4月17日にリリースされたリアルタイム戦略ビデオゲームソフトである。
2013 Wargame：AirLandBattleの続編。
BLUFORとREDFORの2つの陣営がありBLUFORが資本主義陣営、REDFORが社会主義陣営である。冷戦時代の東アジアをメインとしており日本はもちろん、韓国や北朝鮮・中国といった様々な国の兵器を扱うことが可能。

## ゲームプレイ
ゲームの内容は、20世紀末、東アジアを舞台に北大西洋条約機構軍とワルシャワ条約機構軍が激突する起こりえたかもしれない世界を描いたリアルタイム戦略ビデオゲーム
フランス発の次世代RTS、Wargameシリーズの第3弾『Wargame: Red Dragon』
前作の航空機に続き今作では水陸両用ユニットや艦船ユニットが登場し、陸空海が揃いますます戦場は立体的になった。
西側から13ヶ国、東側から8ヶ国、計21ヶ国が登場する。
- BLUFORとREDFORの陣営
- 2~3ヵ国で構成される友軍
- 単一の国

のどれかのデッキを選択し、選択した陣営の兵器・選択した国家の兵器・選択した友軍の兵器から、デッキと呼ばれる編成を整えることからゲームが始まる。
デッキを構成する際にはユニットタイプと呼ばれるものを選択する。ユニットタイプの選択によって、さまざまな恩恵を受けるが一部使えなくなる兵器があるのでその点は注意が必要である。

## ユニットタイプ
ユニットタイプでは、使える兵器・使えない兵器が出てくるが、その代わりとして対応する兵科の練度上昇や、デッキ内の兵器の数を増やしたり、デッキ内の兵器の種類を増やすことなどが可能であり詳しくは下述の通りである。
自動車化
歩兵枠+2　偵察枠+2　車両枠+2の恩恵を受けることが出来る。
装甲
戦車枠+4の恩恵を受けることが出来る。
支援
兵站枠+4　支援枠+4の恩恵を受けることが出来る。
上陸部隊
歩兵枠+2 飛行機枠+2 海戦枠+3の恩恵を受けることが出来る。
機械化
歩兵枠+4 車両枠+4の恩恵を受けることが出来る。
空挺
歩兵枠+4 ヘリ枠+4 飛行機枠+4の恩恵を受けることが出来る。
Navy
海戦枠+4の恩恵を受けることが出来る。
の7つから選択することが出来る。

## 評価
Metacriticで79点を獲得している。
IGNにおいて7.6点を獲得している。